# 德国比利·简·金杯代表队
德国比利·简·金杯代表队是代表德国参加女子网球世界杯比利·简·金杯（以前称为联合会杯）的队伍，由德国网球联合会负责组织管理和参赛。德国队在1987年和1992年两次夺冠，还有5次闯入决赛。